# Hyptiotes flavidus
Espèce
Synonymes
- Mithras flavidus Blackwall, 1862
- Mithras dubius Blackwall, 1862

Hyptiotes flavidus est une espèce d'araignées aranéomorphes de la famille des Uloboridae.

## Distribution
Cette espèce se rencontre à Madère, dans le bassin méditerranéen jusqu'au Caucase et à la Russie.

## Description
Les mâles mesurent de 2,8 à 3 mm et les femelles de 4 à 4,5 mm.

## Publication originale
- Blackwall, 1862 : Descriptions of newly-discovered spiders from the island of Madeira. Annals and Magazine of Natural History, sér. 3, vol. 9, p. 370-382 (texte intégral).